# 256. pehotna brigada (ZDA)
256. pehotna brigada (izvirno angleško 256th Infantry Brigade) je bila pehotna brigada Kopenske vojske Združenih držav Amerike.